# Кияшко, Алексей Алексеевич
Алексей Алексеевич Кияшко (род. 23 марта 1992, Липецк) — российский гребец. Мастер спорта России.

## Биография
Тренировался под руководством С. А. Коротких и А. В. Зюзина. Представлял спортивный клуб ШВСМ (Липецк).
Выступал на Универсиаде 2015 года (Южная Корея). В составе сборной России принимал участие в чемпионате мира 2016 года, проходившем в Нидерландах, а также в этапах Кубка мира 2017 года. Участник чемпионата мира 2017 года в США.
Серебряный призёр чемпионата Европы 2017 года (Чехия) двойке без рулевого, выступая в паре с Никитой Болозиным.
На национальном уровне неоднократно становился чемпионом России (2016—2019, 2022—2023) и призёром чемпионатов России (2020—2022).
Победитель Кубка ФГСР по гребному спорту (2021) и Большой Московской регаты (2021).